# Balogh Csibe Jenő
Balogh "Csibe" Jenő  (Budapest, 1940. március 25. – Budapest, Magyarország, 2001. május 2.) magyar jazz-zongorista, a bebop-zongorázás nagy alakja.

## Életpályája
Zenészcsaládból származott, zenei tehetsége korán megmutatkozott. 
Elsősorban nagyapai örökségként vitte tovább a hamarosan művésznévként is funkcionáló (véd)nevet-noha jazzénekesnő, táncosnő édesanyját (Balogh Jozefin) is így becézték.
Fáradhatatlan energikus ember volt, munkabírására jellemző hogy képes volt alkalmanként tíz órát is egyfolytában gyakorolni. Zongora játékát sokszor hasonlították Oscar Petersonéhoz a briliáns technikája miatt.
Zenei pályája a 60-as években kezdődött, Lakatos „Ablakos” Dezső szaxofonossal, Lakatos „Pecek” Géza dobossal és Duka Norbert bőgőssel, és velük együtt sokáig folytatta is a Magyarországon akkoriban még gyerekcipőben járó modern jazzt.
Ismert budapesti lokálokban és koncerttermekben,az azóta legendává nemesült első budapesti jazzklubban, a Dáliában egyaránt híveket szerzett nem csupán együttesének hanem a műfaj egészének.
Később Pege Aladár is fontos partnerek egyike lett, akivel már nemzetközi fesztiválsikerek egész sorát indították el. A hatvanas évek második felétől rendszeres szereplői voltak a bledi, prágai, párizsi, jazzfesztiváloknak melyekről gyakran első díjakkal sőt, élő lemezfelvételekkel tértek haza.
Balogh "Csibe" Jenő volt a magyar bebop zongorista, hangszertudásával kimagasló tempóérzékével, a szving-alapú jazz anyanyelvi szintű ismeretével Európában sőt Amerikában is komoly elismerést aratott. Legemlékezetesebb sikerei  között van a nyugat-berlini jazzklub-szereplései ahol számos ismert jazz muzsikussal volt alkalma játszani. 
László Attila szavait idézve: "Csibe" játéka szinte természeti jelenség, akár egy gyors sodrású folyó.
Szerepelt Modern Jazz Antológia című lemezsorozatán (1967-ben és 1973-ban), utolsó éveiben a Vörösmarty téren lévő Art Café vendégeit szórakoztatta zongora játékával.
2002-ben került kiadásra Salute To Oscar című CD-lemeze.
2011-ben 10 évvel a halála után került megrendezésre a róla elnevezett tehetségkutató verseny ifjú zongoristák számára.
Emlékét felesége Katalin, három gyermeke (Jenő, Attila, Andrea), öt fiúunokája és dédunokája őrzik. 

## Hang és kép
- Balogh Jenő Trio – 1981
- Balogh Csibe Jenő Telejazz Pódium